# 岡山県道188号水島港線
岡山県道188号水島港線（おかやまけんどう188ごう みずしまこうせん）は、岡山県倉敷市を通る一般県道である。

## 概要
倉敷市の水島港と倉敷市中心部を結ぶ。
通称「産業道路」と呼ばれ、国道2号と水島臨海工業地帯を結ぶために整備され、 東側に水島臨海鉄道が並行して通っている。
中島交差点から江長交差点の間は、周辺の宅地化が進むにつれ、片側1車線の道路沿線には商店や工場などで埋まってゆき、現在は沿線全部がほぼ市街地になっている。自動車交通量も多く、特に朝夕は工業地帯を行き交う通勤者や大型トラックにより渋滞が激しい。
しかし、NTT水島交差点から水島港の間の周りの風景は整然とした水島市街地が広がり、道路も片側3車線になり流れもスムーズになるなど、全く異なる道路となる。

### 路線データ
- 起点：岡山県倉敷市水島福崎町（水島港、岡山県道398号水島港唐船線起点）
- 終点：岡山県倉敷市中島（中島交差点、国道429号交点、岡山県道277号中島西阿知停車場線起点、岡山県道396号酒津中島線終点）
- 総延長：7.59 km
- 実延長：6.92 km

## 路線状況
全区間上下2 - 4車線。水島地区では将来の上下4車線化に向けて道路用地が取ってある箇所がある。

### 別名
- 産業道路（倉敷市）

### 重複区間
- 岡山県道398号水島港唐船線（倉敷市水島福崎町（起点） - 倉敷市水島明神町・明神町交差点）
- 国道430号（倉敷市水島福崎町 - 倉敷市水島海岸通1丁目・海岸通一丁目交差点）

## 地理

### 通過する自治体
- 倉敷市

### 交差する道路
| 交差する道路                                                      | 交差する場所    | 交差する場所       |
| ----------------------------------------------------------------- | --------------- | ------------------ |
| 岡山県道398号水島港唐船線 重複区間起点                            | 水島福崎町      | 起点               |
| 国道430号 重複区間起点                                            | 水島福崎町      |                    |
| 国道430号 重複区間終点                                            | 水島海岸通1丁目 | 海岸通一丁目交差点 |
| 岡山県道398号水島港唐船線 重複区間終点 岡山県道428号倉敷西環状線  | 水島明神町      | 明神町交差点       |
| 岡山県道275号藤戸連島線                                           | 連島町連島      |                    |
| 国道2号 / 岡山バイパス                                            | 中島            | 中島南交差点       |
| 国道429号 岡山県道277号中島西阿知停車場線 岡山県道396号酒津中島線 | 中島            | 中島交差点 / 終点  |

### 交差する鉄道
- 水島臨海鉄道水島本線

### 沿線
- 水島港
- 水島コンビナート（三菱自動車水島工場）
- 水島中央公園・倉敷市水島図書館
- 倉敷市役所水島支所
- 倉敷市立水島中学校
- 倉敷市立水島小学校
- 岡山県立倉敷中央高等学校
- 水島警察署江長交番